# Martin Svensson
Martin Svensson (født 10. august 1989) er en dansk professionel fodboldspiller, der spiller for Nykøbing FC. Han har tidligere spillet i blandt andet Silkeborg IF, Randers FC og Viborg FF.